# Baron Gautsch
Il Baron Gautsch fu una nave passeggeri della marina mercantile austroungarica, costruita per conto del Lloyd Austriaco, affondata da una mina davanti a Rovigno, a 7 miglia dall'arcipelago di Brioni in Istria, il 13 agosto del 1914. La nave prende il nome dall'uomo politico e più volte primo ministro austriaco, barone Paul Gautsch von Frankenthurn.

## Storia
Il Baron Gautsch era un piroscafo appartenente al Lloyd Austriaco e seguiva la rotta tra Lussingrande e Trieste. Fu costruito in Scozia nel 1908. Durante la prima guerra mondiale il piroscafo era stato requisito temporaneamente dalla Marina militare austroungarica per il trasporto delle truppe dalla Dalmazia a Trieste. Quel suo ultimo viaggio era il primo dopo che era tornato ad essere un piroscafo passeggeri e il comandante militare era stato sostituito da uno civile. Alle ore 11.00 del 13 agosto 1914, il Baron Gautsch salpava dal porto di Lussingrande, diretto verso Trieste, dov'era previsto l'arrivo per le ore 18.00. La nave doveva mantenersi al largo per evitare una zona di mare minata dalla stessa Marina Austriaca, tuttavia, navigando troppo vicino alla costa istriana nei pressi di Rovigno, entrò in un tratto di mare minato, nonostante i segnali di allarme ricevuti dal posamine Basilisk, affondando quindi alle 15:45 in pochissimi minuti a causa di un urto con una mina; delle 300 persone a bordo, 130 morirono affogate. Pesanti accuse caddero sull'equipaggio, che si salvò quasi integralmente: molte lance di salvataggio non erano state calate in mare a causa della loro cattiva manutenzione e i salvagente erano chiusi a chiave negli armadietti, poiché si voleva evitare che i passeggeri di terza classe li utilizzassero come cuscini durante il viaggio. In definitiva l'equipaggio fu accusato di aver pensato a salvare la propria pelle invece di pensare ai passeggeri (moltissime donne e bambini). Gli ufficiali inquisiti furono poi tutti assolti e continuarono la loro carriera senza nessuna conseguenza.
Dopo la seconda guerra mondiale, il suo relitto venne usato per esercitazioni con esplosivi dai palombari della marina iugoslava, per cui si evidenziano danni alle sovrastrutture non causati dalla mina. Oggi si trova su di un fondale a circa 40 metri di profondità e con la prua orientata nella direzione che aveva prima del naufragio. È stato completamente colonizzato dalla fauna marina ed è meta di immersione per numerosi subacquei

### Centenario
Grazie a "evento Baron Gautsch", diversi sodalizi subacquei del Friuli Venezia Giulia si sono dati appuntamento, il 12 giugno 2014, per onorare le vittime e conoscere la storia di questa nave considerata il "più bel relitto dell'Adriatico". Con il Teatro "G. Da Modena" di Palmanova esaurito, la serata (condotta dal giornalista Pietro Spirito) è stata un grande successo, facendo conoscere a sub e non la storia affascinante di questa nave.